# Anisodes japaria
Anisodes japaria är en fjärilsart som beskrevs av Jones 1921. Anisodes japaria ingår i släktet Anisodes och familjen mätare. Inga underarter finns listade i Catalogue of Life.